# Российская академия архитектуры и строительных наук
Росси́йская акаде́мия архитекту́ры и строи́тельных нау́к (РААСН) — государственная отраслевая академия наук Российской Федерации, высшая научная организация страны в сфере архитектуры, градостроительства и строительных наук. РААСН исполняет роль федерального научного центра, осуществляющего координацию фундаментальных исследований в вышеуказанных областях.
В 2014 году в состав академии входило 60 действительных членов и 115 членов-корреспондентов, 86 почетных и 90 иностранных членов академии. Созданный в 1994 году институт советников РААСН насчитывает более 200 крупнейших российских специалистов в области науки и архитектурно-строительной практики.

## История создания
После упразднения в 1963 году Академии строительства и архитектуры СССР, предложение воссоздать отраслевую академию архитектуры и градостроительства впервые озвучил в 1989 году В. В. Владимиров, советский архитектор и теоретик в области градостроительства. К дискуссии о необходимости подобной академии, принципах её организации и деятельности, подключились ведущие архитекторы, градостроители, строители и педагоги — В. М. Бондаренко, Л. В. Вавакин, Ю. А. Дыховичный, А. В. Иконников, А. Г. Рочегов, А. В. Рябушин, И. М. Смоляр, В. И. Травуш и многие другие. Результатом многолетнего обсуждения в среде научного сообщества с участием отраслевых министерств и высшего руководства страны стало появление указа президента Российской Федерации от 26 марта 1992 года «Об организации Российской академии архитектуры и строительных наук».
Первое собрание РААСН состоялось в Москве 28-29 января 1993 года. Собрание одобрило проект устава и избрало А. Г. Рочегова первым президентом новой академии. Спустя год, 21-22 апреля 1994 года, на общем собрании академии были приняты решения о создании региональных отделений и института советников РААСН, который позволил привлечь к научной деятельности академии ведущих российских и зарубежных архитекторов, градостроителей, строителей, учёных и деятелей профессионального образования.

### Исторические корни и правопреемственность
Российская академия архитектуры и строительных наук воссоздана в целях государственной поддержки и развития архитектуры как искусства и научной дисциплины. В этом плане РААСН является исторической наследницей традиций Императорской академии художеств (1757—1918 гг.) и Академии строительства и архитектуры СССР (1933—1963 гг.). Вместе с тем, с точки зрения норм гражданского права РААСН не является правопреемницей этих учреждений:
В целях ... возрождения традиций российских архитектурных и строительных школ ... создать Российскую академию архитектуры и строительных наук ...Из указа президента Российской Федерации от 26 марта 1992 года № 305
Таким образом, создание Российской академии архитектуры и строительных наук было направлено на решение актуальных задач развития архитектурно-строительной отрасли в новой постсоветской России — создания национальной специализированной академии наук.
Более того, созданная в 1757 году Императорская академия художеств была скорее учебным, чем академическим научным учреждением, и охватывала архитектуру как отрасль изобразительного искусства — была упразднена в 1918 году, а её образовательные организации после многочисленных реорганизаций позднее были переданы Академии художеств СССР.
Также отсутствует прецедент правопреемственности между РААСН и ранее существовавшими в СССР аналогичными государственными академиями наук, включая Всесоюзную академию архитектуры при президиуме ЦИК СССР (1933-34), Академию архитектуры СССР (1934—56) и Академию строительства и архитектуры СССР (1956—63). После упразднения последней, её имущество и подведомственные научные организации были переданы в ведение Государственного комитета по гражданскому строительству и архитектуре при Госстрое СССР, а после распада Советского Союза имущество Госстроя СССР перешло Министерству архитектуры, строительства и жилищно-коммунального хозяйства Российской Федерации. (Последнее внесло на рассмотрение президента Российской Федерации предложение о создании в России отраслевой академии наук в области архитектуры и строительства.) Из 18-ти научно-исследовательских институтов, принадлежащих в своё время Академии строительства и архитектуры СССР, в систему научных организаций вновь созданной российской академии было передано только пять.

## Структура и руководящие органы
Структура Академии организована по научно-отраслевому и территориальному принципу. Научные исследования и разработки ведутся во всех областях архитектуры и строительства и сосредоточены в 3 отделениях Академии:

#### Отделения
- Архитектуры
- Градостроительства
- Строительных наук

До реорганизации 2014 года в составе Академии находилось 7 региональных отделений, 5 научно-исследовательских институтов и 15 научно-творческих центров. Академия сотрудничает с 22 организациями, имеющими статус ассоциированных членов.

#### Региональные отделения
- Дальневосточное (Владивосток)
- Приволжское (Нижний Новгород)
- Северо-Западное (Санкт-Петербург)
- Сибирское (Новосибирск)
- Уральское (Екатеринбург)
- Центральное (Воронеж)
- Южное (Краснодар)

#### Научно-исследовательские институты
- НИИ теории и истории архитектуры и градостроительства (НИИТИАГ)
- Центральный научно-исследовательский и проектный институт по градостроительству (ЦНИИП Градостроительства РААСН)
- Научно-исследовательский институт строительной физики (НИИСФ РААСН)
- Уральский научно-исследовательский и проектно конструкторский институт (УралНИИпроект)
- Дальневосточный научно-исследовательский проектно-конструкторский и технологический институт по строительству (ДальНИИС)

### Реорганизация 2014 года
Приказом Минстроя России от 17.06.2014 г. № 300/пр, на базе одного из академических институтов — ЦНИИП Градостроительства РААСН был создан Центральный научно-исследовательский и проектный институт Министерства строительства и жилищно-коммунального хозяйства Российской Федерации (ЦНИИП Минстроя России), к которому были присоединены все 7 региональных отделений РААСН и 3 института — НИИТИАГ, ДальНИИС и УралНИИпроект.
Вместо утраченных 7 региональных отделений было создано 8 новых структурных подразделений РААСН:
- Дальневосточное территориальное отделение
- Крымское территориальное отделение
- Приволжское территориальное отделение
- Северо-Западное территориальное отделение
- Сибирское территориальное отделение
- Уральское территориальное отделение
- Центральное территориальное отделение
- Южное территориальное отделение

### Президенты академии

#### Президенты академий СССР
Президенты Академии архитектуры СССР
- Веснин, Виктор Александрович (1936—1949)
- Мордвинов, Аркадий Григорьевич (1950—1955)
- Власов, Александр Васильевич (1955—1956)

Президенты Академии строительства и архитектуры СССР
- Бехтин, Николай Васильевич (1956—1961)
- Кучеренко, Владимир Алексеевич (1961—1963)

#### Президенты РААСН
- Рочегов, Александр Григорьевич (1992—1998)
- Кудрявцев, Александр Петрович (1998—2014)
- Кузьмин, Александр Викторович (2014—2019)
- Швидковский, Дмитрий Олегович (с 20 декабря 2019 года)[9]

## Членство
- Академики Российской академии архитектуры и строительных наук
- Члены-корреспонденты Российской академии архитектуры и строительных наук
- Почётные члены Российской академии архитектуры и строительных наук
- Иностранные члены Российской академии архитектуры и строительных наук

## Критика
В 2012 году президенту РААСН А. П. Кудрявцеву было предъявлено обвинение в мошенничестве и превышении полномочий во время его пребывания на посту руководителя Московского архитектурного института, который он занимал по совместительству с постом президента Российской академии архитектуры и строительных наук. В 2013 году расследование было закончено и дело передано на рассмотрении в Мещанский суд города Москвы. По заявлению академика Кудрявцева, уголовное дело было «сфальсифицировано».